# 龙念
龙念（1933年6月—2022年8月27日），男，安徽天长人，中华人民共和国政治人物，曾任安徽省人民政府副省长、省安全生产委员会主任，安徽省政协副主席。